# Ceramius hessei
Ceramius hessei är en stekelart som beskrevs av Turner 1935. Ceramius hessei ingår i släktet Ceramius och familjen Masaridae. Inga underarter finns listade.